# Roșiori (gmina w okręgu Bihor)
Roșioriⓘ – gmina w Rumunii, w okręgu Bihor. Obejmuje miejscowości Mihai Bravu, Roșiori i Vaida. W 2011 roku liczyła 3113 mieszkańców.